# Heikki Kovalainen
Heikki Kovalainen, född 19 oktober 1981 i Suomussalmi i Uleåborgs län, är en finländsk racerförare.

## Racingkarriär
Kovalainen körde i det brittiska F3-mästerskapet 2002 i en Fortec-Dallara. Han vann sedan World Series by Nissan 2004. 2005 körde han i GP2 och slutade där på andra plats, efter den tyske föraren Nico Rosberg. Kovalainen hade dock ledningen länge, men blev av med den i den sista deltävlingen på Bahrain International Circuit.
Kovalainens racingframgångar började med en lysande kartingkarriär där han tävlade för det svenska teamet Nova Competition. Han coachades där av teamchefen Joakim Ward fram till bland annat en tredjeplats i kartingens världsmästerskap, Formel Super A.
Kovalainen blev efter sina framgångar i GP2, testförare för formel 1-stallet Renault. Han ersatte sedan Fernando Alonso som förare i stallet 2007. Kovalainen tog sin första VM-poäng i sitt andra lopp i Malaysia 2007 och han tog sin första pallplats i Japan 2007, där han kom tvåa. Kovalainen ersatte Alonso igen då han körde för McLaren säsongen 2008.
Kovalainen kraschade i Spanien 2008 in i en däckmur i cirka 240 km/h men klarade sig undan med lättare skador i huvudet och ena armbågen. Olyckan berodde på att vänster framhjul gick sönder och punkterade däcket. Han tog sedan karriärens första F1-seger i Ungern 2008.

### Snabbaste varv i F1-lopp

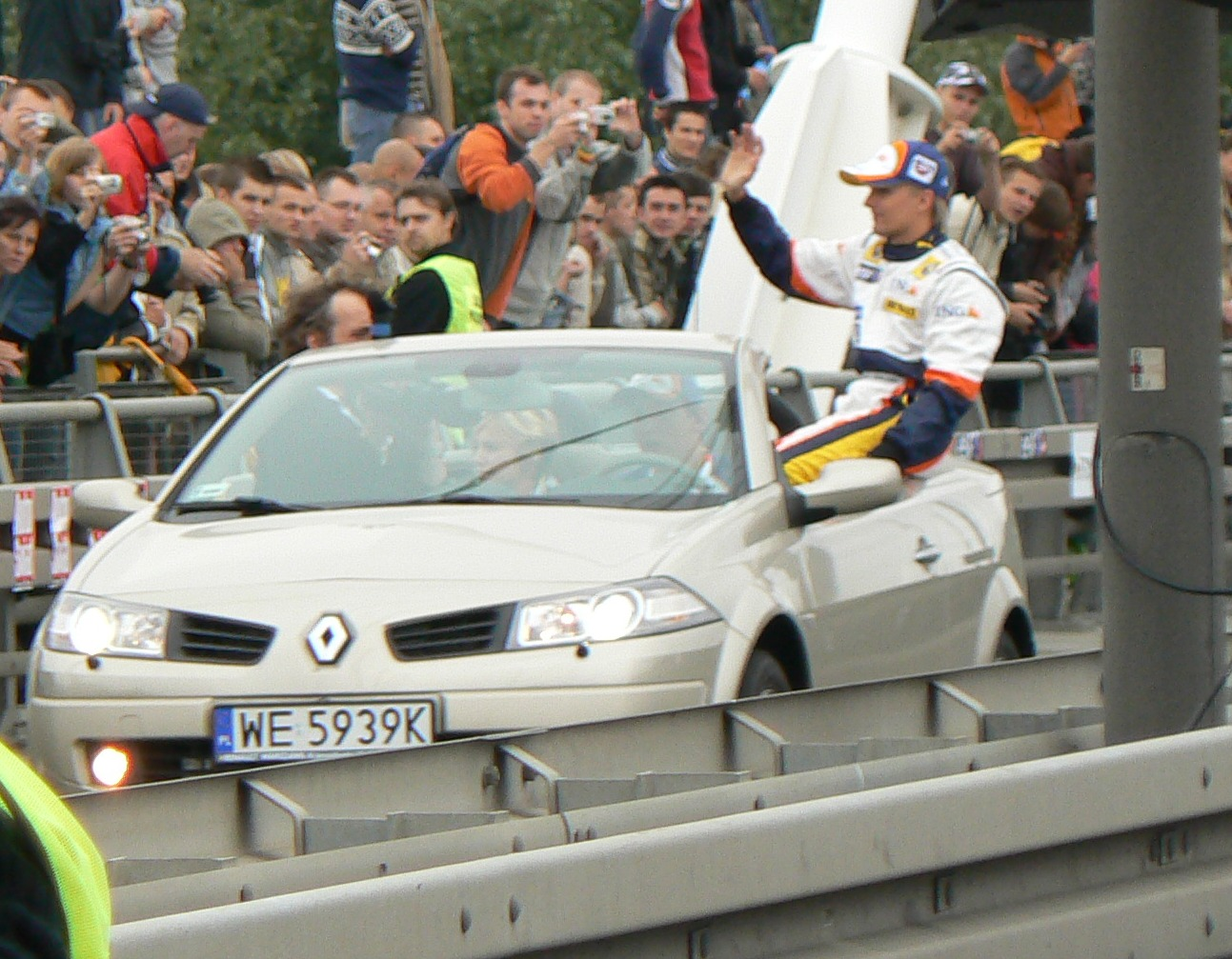
Heikki Kovalainen 2007

## F1-karriär
| Säsong                | Stall/Tillverkare     | Placering             | Lopp | Poäng | Etta | Tvåa | Trea | Pole | Varv |
| --------------------- | --------------------- | --------------------- | ---- | ----- | ---- | ---- | ---- | ---- | ---- |
| 2007                  | Renault               | 7                     | 17   | 30    | 0    | 1    | 0    | 0    | 0    |
| 2008                  | McLaren-Mercedes      | 7                     | 18   | 53    | 1    | 1    | 1    | 1    | 2    |
| 2009                  | McLaren-Mercedes      | 12                    | 17   | 22    | 0    | 0    | 0    | 0    | 0    |
| 2010                  | Lotus-Cosworth        | 20                    | 19   | 0     | 0    | 0    | 0    | 0    | 0    |
| 2011                  | Lotus                 | 22                    | 19   | 0     | 0    | 0    | 0    | 0    | 0    |
| 2012                  | Caterham              | 22                    | 20   | 0     | 0    | 0    | 0    | 0    | 0    |
| 2013                  | Lotus F1 Team         | 21                    | 2    | 0     | 0    | 0    | 0    | 0    | 0    |
| Sammanlagt 7 säsonger | Sammanlagt 7 säsonger | Sammanlagt 7 säsonger | 112  | 105   | 1    | 2    | 1    | 1    | 2    |

| 1. Ungern 2008                | \| 1. Japan 2007 2. Italien 2008 \| | 1. Malaysia 2008 |
|                               |                                     |                  |
| 1. Japan 2007 2. Italien 2008 |                                     |                  |

| 1. Storbritannien 2008             | \| 1. Australien 2008 2. Bahrain 2008 \| |
|                                    |                                          |
| 1. Australien 2008 2. Bahrain 2008 |                                          |